# Abdelaziz Moundé Njimbam
Abdelaziz Moundé Njimbam est un journaliste et critique politique camerounais basé en France.
Consultant en géopolitique et histoire, il se spécialise dans le droit de l’espace.
Il est par ailleurs connu pour ses actions pour la restitution des biens culturels africains expropriés.

## Biographie

### Carrière
Journaliste indépendant, Abdelaziz Moundé Njimbam a été chroniqueur de presse né le 27 Septembre 1977 au Cameroun. Invité sur des médias comme RFI, il est commentateur de l'actualité africaine, donnant aussi ses points de vue sur l'actualité africaine et ses personnalités publiques, à travers ses comptes de réseaux sociaux
Il lance l'alerte sur les dépenses dispendieuses du personnel diplomatique camerounais en France; ce qui entraine des changements d'affectations.
Abdelaziz Moundé Njimbam est aussi coordinateur d'un think tank pour le Cameroun,.
Il se fait connaitre pour sa lutte contre le retrait tribal et par des actions en faveur du retour des biens culturels africains expropriés.